# Красная Поляна (Ковылкинский район)
Кра́сная Поля́на — опустевший посёлок Ковылкинского района Республики Мордовия в составе Красношадымского сельского поселения.

## География
Находится на расстоянии примерно 24 километров по прямой на юг от районного центра города Ковылкино.

## История
Основан в 1923 году переселенцами из села Старое Шайгово. В 1931 в посёлке учтен был 61 двор.

## Население
Постоянное население составляло 7 человек (мордва 100 %) в 2002 году, 0 в 2010 году.